# کرو کور (میزوری)
کرو کور (به انگلیسی: Creve Coeur) شهری در شهرستان سنت لوئیس ایالت میزوری است که جمعیت آن در سرشماری سال ۲۰۱۰ میلادی ۱۷٫۸۳۳ نفر بوده است.